# 敦马和我
《敦马和我》，是中华人民共和国珠心算教育专家徐思众撰写，并于2018年9月出版的著作。书中记述关于徐思众与马来西亚前首相马哈迪·莫哈末两者逾20年的友谊。

## 背景

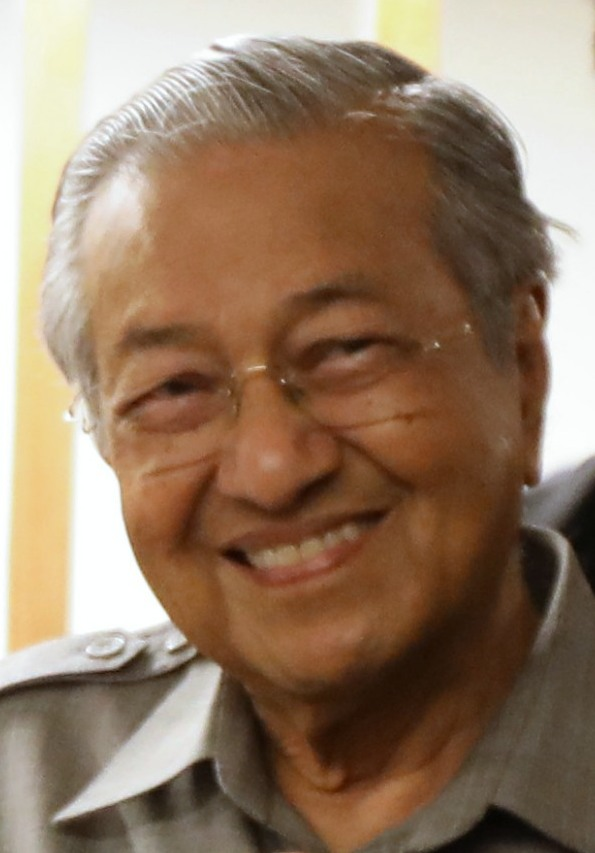
馬來西亞第四任暨第七任首相馬哈迪·莫哈末

作者徐思众眼中的马哈迪和蔼可亲、心系国事，故将其人物特性汇整成书，让年轻一辈了解马哈迪从政数十年之心路历程。